# Belita
Belita Jepson-Turner (Hampshire, 21 de octubre de 1923-Montpeyroux, 18 de diciembre de 2005), conocida profesionalmente como Belita, fue una patinadora artística olímpica, bailarina y actriz de cine británica.

## Biografía

### Primeros años
Belita nació en Nether Wallop, Hampshire, hija del mayor William Jepson-Turner y su esposa Gladys Olive Lyne-Stivens.

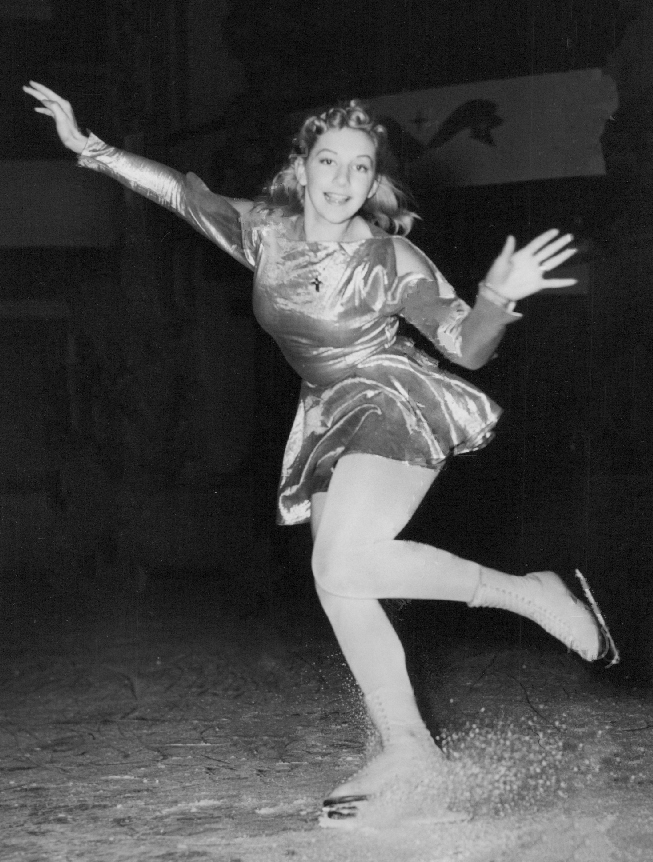
Belita c. 1940.

Como Belita Jepson-Turner, patinó para el Reino Unido en los Juegos Olímpicos de Garmisch-Partenkirchen 1936, donde quedó en el puesto 16 en individuales, luego su carrera giró hacia Hollywood. Recibió formación en ballet clásico ruso que trasladó al patinaje. Cuando era una joven bailarina, fue compañera de Anton Dolin y actuó con el Ballet Dolin-Markova.

### Carrera cinematográfica

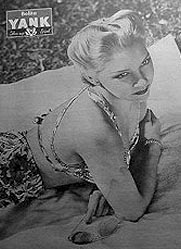
Belita en Yank, the Army Weekly, 1944.

Belita apareció en películas, realizando varias producciones muy rentables para Monogram Pictures, incluyendo patinar en Silver Skates (1943) y Lady, Let's Dance (1944), patinar e interpretar el papel principal dramático en la película de cine negro Suspense (1946), la protagonista femenina en The Gangster (1947), y patinar nuevamente e interpretar el papel principal dramático en The Hunted (1948). Durante un breve período, fue la estrella mejor pagada de Monogram. Más tarde trabajó con estrellas de primera línea como Charles Laughton en The Man on the Eiffel Tower (1949) y Clark Gable en Never Let Me Go (1953). En 1957 bailó con Fred Astaire en La bella de Moscú.
Su último papel en el cine fue una aparición en la película argentina La terraza (1963), de Leopoldo Torre Nilsson.

### Retiro
En 1956 se retiró del patinaje y tres años más tarde abandonó por completo el mundo del espectáculo. Apareció brevemente en el hielo del Madison Square Garden de la ciudad de Nueva York en 1981 en una producción corta basada en «Solitude» de Duke Ellington.

### Vida personal
Belita se casó con Joel McGinnis en 1946; se divorciaron en 1956. Se casó con el actor irlandés James Berwick (1929-2000) en 1967; permanecieron casados hasta la muerte de él. Ambos matrimonios no tuvieron hijos.
Belita se retiró de su segunda carrera, como propietaria de un vivero paisajístico, y más tarde se mudó a Montpeyroux, Francia, donde murió en 2005, a los 82 años.

## Filmografía
| Año  | Título                      | Papel                                               | Notas                     |
| ---- | --------------------------- | --------------------------------------------------- | ------------------------- |
| 1941 | Ice-Capades                 | Patinador sobre hielo                               | Sin acreditar             |
| 1943 | Silver Skates               | Sí misma                                            |                           |
| 1944 | Lady, Let's Dance           | Sí misma                                            |                           |
| 1946 | Suspense                    | Roberta Leonard, también conocida como Roberta Elva |                           |
| 1947 | El gángster                 | Nancy                                               |                           |
| 1948 | The Hunted                  | Laura Mead                                          |                           |
| 1949 | The Man on the Eiffel Tower | Gisella Heurtin                                     |                           |
| 1953 | Never Let Me Go             | Valentina Alexandrovna                              |                           |
| 1956 | Invitation to the Dance     | Mujer fatal en 'Ring Around the Rosy'               |                           |
| 1957 | La bella de Moscú           | Vera                                                | Sin acreditar             |
| 1958 | The Key                     | Anfitriona de la cantina                            | Sin acreditar             |
| 1963 | La terraza                  | Belita                                              | (último papel en el cine) |